# برس‌وود، استرالیای غربی
برس‌وود (به انگلیسی: Burswood) یک منطقهٔ مسکونی در استرالیا است که در استرالیای غربی واقع شده‌است.